# 青年社团协会

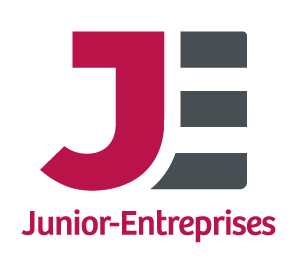
青年社团协会的标志(Logo)

青年社团协会是一个致力于经济与教育的非营利性机构。根植于学生群体之间，它既可为大学生发挥运用所学知识提供平台，又能保证学校教学内容能与社会需求相符，且可为众多客户提供多种类型服务。
相似于咨询事务所的结构，此机构可为管理者提供教育培训，可为公司管理阶层提供企业管理和团队管理的服务，也可为刚入职者提供工作经验。公司的客户既能获得大学生的创新能力和热情活力，也能获得大学生在运作项目过程中吸引众多参与者的能力，还能同时获得高校提供的教育和研究资源。在相关管理规范的作 用下，青年企业可以确保为客户提供高质量的服务。
尽管这些社团企业仍然由学生组成，并且由于相关条件的限制，成员时常变动，但青年社团企业具有职业素质，所提供服务也都有质量保证。
青年社团协会致力于为大学生提供将所学内容用于实践的场所。整个项目过程分为三个阶段：分析阶段（准备），实现阶段（实践）和总结阶段（总结概括）。调研不仅仅是落实培训，推销服务或者是简单的帮忙，最有价值的教育可以确保学生在了解客户需求基础之上提供调研服务。调研的过程并不是一份简单的市 场问卷调查（例如市场调研），也不是一份简单的数据拷贝（相对于技术方面的市场调研）。青年企业所提供的服务领域一般为学生所学专业。青年社团协会起源于法国的精英学校（商科和工程师院校）和一些大学，并且聚集了所有项目所需的各种人才和能力。在此基础之上，青年社团企业正逐渐进入多种领域并且提供多种类 型的市场服务，例如：信息类，工程类，化学类，传播类，农业类，金融类，人力资源类，认知类等等。